# Parafia Najświętszej Maryi Panny Królowej Polski w Hermanowicach
Parafia Najświętszej Maryi Panny Królowej Polski w Hermanowicach – parafia rzymskokatolicka znajdująca się w archidiecezji przemyskiej, w dekanacie Kalwaria Pacławska.

## Historia
Hermanowice były wzmiankowane już w 1383 roku, posiadające gród obronny. W 1422 roku król Władysław Jagiełło przekazał wieś Piotrowi Grochowskiemu. Od 1408 roku rzymskokatoliccy należeli do parafii w Niżankowicach. Na początku XX wieku kapłani z Niżankowic i Przemyśla odprawiali msze święte w dworze, domu prywatnym i szkole. 
W 1920 roku z inicjatywy ks. Franciszka Winnickiego, zbudowano drewniany kościół filialny pw. św. Franciszka Ksawerego, a we wsi było 310 wiernych. Po kilku latach z powodu zagrzybienia kościół rozebrano, a na tym miejscu w 1936 roku rozpoczęto budowę murowanego kościoła, który został wybudowany w ciągu jednego roku i poświęcony jesienią 1937 roku przez bpa Wojciecha Tomakę, pw. Najświętszej Maryi Panny Królowej Polski.
W 1939 roku dekretem bpa Franciszka Bardy została erygowana parafia, ale podczas wojny akt erekcyjny zaginął. 4 marca 1948 roku został wydany drugi akt erekcyjny parafii, z wydzielonego terytorium parafii Niżankowice i Pikulice.
18 maja 2003 roku parafia została przydzielona do nowo utworzonego dekanatu Kalwaria Pacławska. 12 października 2014 roku odbyła się konsekracja kościoła, której dokonał abp Józef Michalik. 
Na terenie parafii jest 1 207 wiernych (w tym: Hermanowice – 568, Kupiatycze – 311, Malhowice – 235, Stanisławczyk – 141).
Proboszczowie parafii
1948–1993. ks. prał. Franciszek Gunia.
1993–2001. ks. prał. Edward Sznaj.
2001–2016. ks. Jan Szmyd.
2016–2020. ks. dr Radosław Maziarz.
2020– nadal ks. Piotr Michno.

## Kościoły filialne
- Kupiatycze – pw. bł. Jana Balickiego.
- Malhowice – pw. św. Józefa Sebastiana Pelczara.
- Stanisławczyk

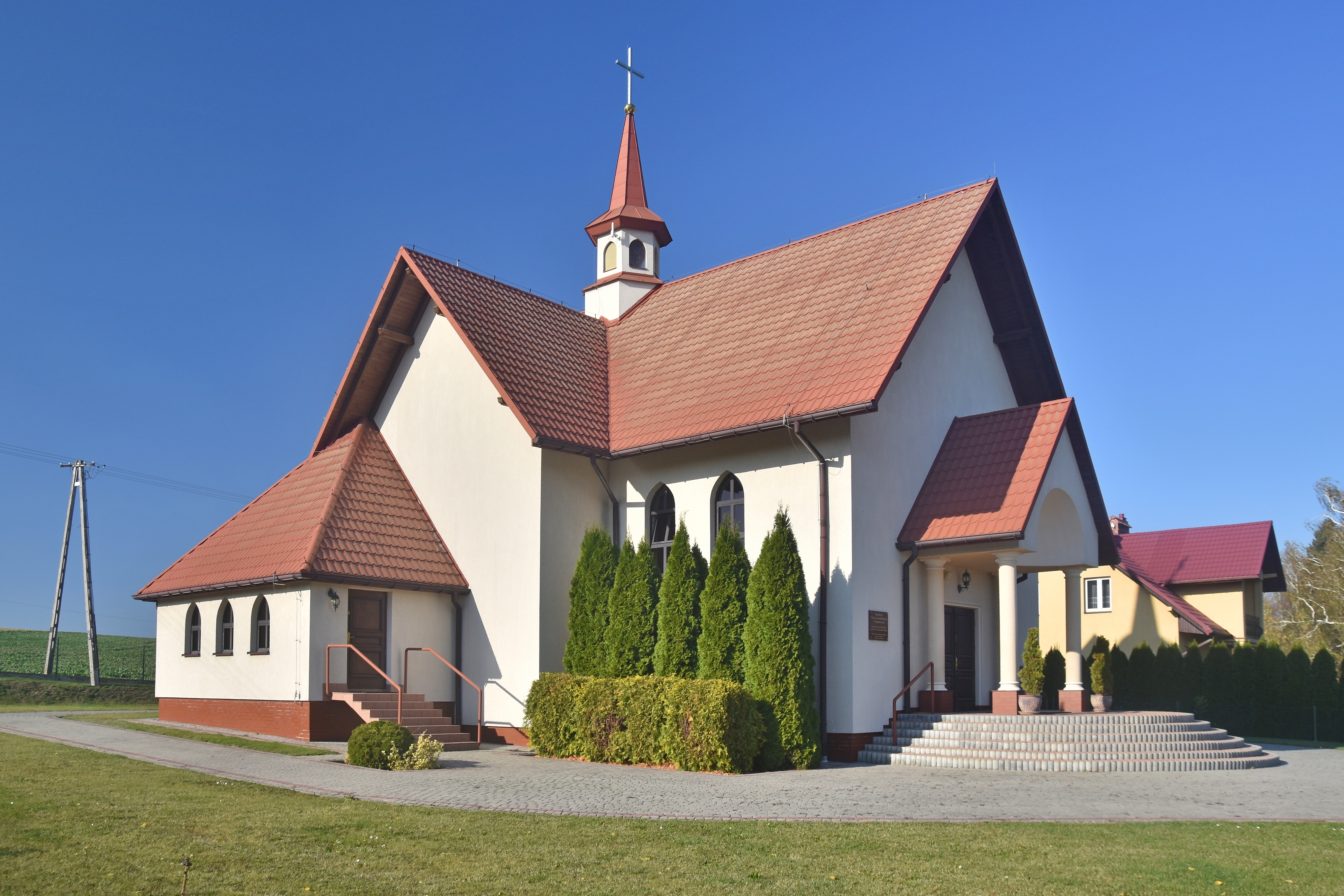
Kościół filialny w Kupiatyczach
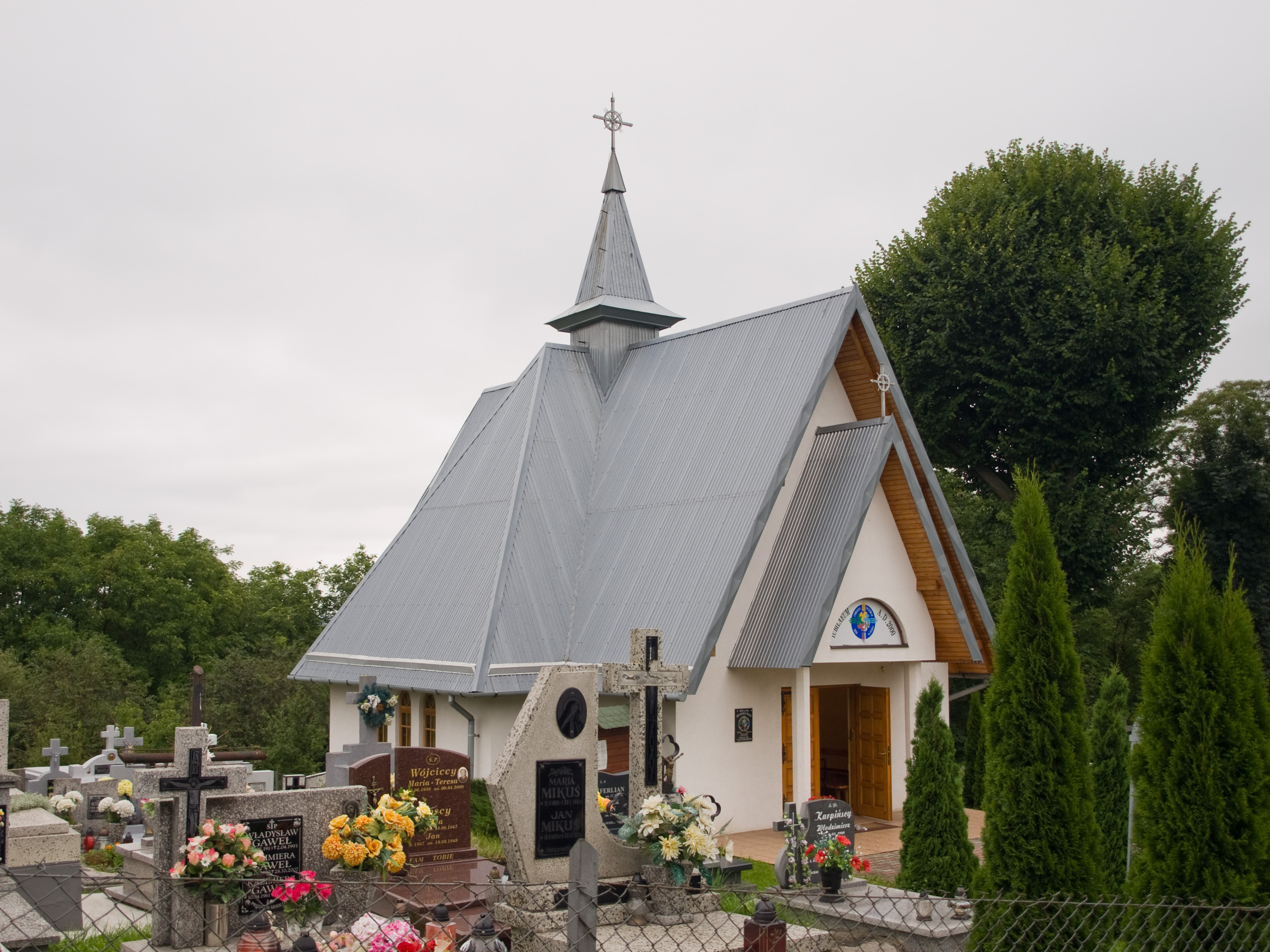
Kościół filialny w Malhowicach